# گزیننده بی‌تعهد
در انتخابات ریاست جمهوری ایالات متحده، یک گزیننده بی‌تعهد به شخصی گفته می‌شود که نامزد انتخاب به عنوان یک گزیننده است، اما متعهد به حمایت از هیچ نامزد ریاست یا معاون ریاست جمهوری نشده است، و در صورت انتخاب شدن به عنوان یکی از اعضای هیئت الکترال، آزاد است به هر نامزدی رای دهد. انتخابات ریاست جمهوری در آمریکا غیرمستقیم است و رای‌دهندگان در هر ایالت گزینندگان را در روز انتخابات در ماه نوامبر انتخاب می‌کنند و این گزینندگان هستند که رئیس‌جمهور و معاون رئیس‌جمهور ایالات متحده را در ماه دسامبر انتخاب می‌کنند. گزینندگان در عمل از قرن نوزدهم تقریباً همیشه از قبل توافق کرده‌اند که به یک نامزد خاص رأی دهند - در این حالت گفته می‌شود که آن‌ها به آن نامزد تعهد داده‌اند. با این حال، در چندین انتخابات در قرن بیستم، برخی از نامزدهای گزینندگی، پیش از انتخابات به هیچ‌کدام از کاندیداهای ریاست‌جمهوری متعهد نشدند. این ناهنجاری‌ها عمدتاً از شکاف‌های درون حزب دمکرات بر سر مسائل حقوق مدنی و جداسازی ناشی می‌شدند. از سال ۱۹۶۴ تاکنون هیچ کارزار انتخاباتی جدی برای انتخاب گزینندگان غیرمتعهد در هیچ ایالتی راه اندازی نشده است.
تفاوت گزینندهٔ بی‌تعهد با گزیننده بی‌وفا این است که گزینندهٔ بی‌وفا قبل از انتخابات به یک کاندیدای خاص متعهد می‌شود اما بعداً در مجمع گزینندگان ایالات متحده آمریکا به آنچه متعهد شده عمل نمی‌کند.

## پیشینه قانون اساسی
زمانی که قانون اساسی ایالات متحده نوشته شد، بنیانگذاران در نظر داشتند کالج انتخاباتی یک هیئت واقعاً مشورتی باشد که اعضای آن رئیس‌جمهور (و معاون رئیس‌جمهور، بعد از ۱۸۰۰) را بر اساس ترجیحات خود انتخاب کنند. آنها همچنین روش انتخاب گزینندگان هر ایالت را به صلاحدید قانونگذار آن ایالت واگذار کردند. به غیر از این انتظار ضمنی که گزینندگان باید به نامزدهایی رأی دهند که از نظر قانون اساسی واجد شرایط ریاست و معاونت رئیس‌جمهور هستند، هیچ محدودیت دیگری برای رفتار گزینندگان قائل نشده و فرض می‌کند که هر یک از آن‌ها مستقل هستند.
این سیستم برای دو انتخابات ریاست‌جمهوری اول که در آن جورج واشینگتن به اتفاق آرا انتخاب شد، تقریباً بدون هیچ جنجالی کار کرد. در این انتخابات‌ها گزینندگان فقط بر روی گزینهٔ معاونت ریاست‌جمهوری اختلاف داشتند؛ پستی که در آن زمان به عنوان یک پست فاقد اهمیت شناخته می‌شد. واشینگتن عضو هیچ‌یک از احزاب سیاسی نبود و امیدوار بود هیچ حزبی نیز تشکیل نشود. با این وجود، جناح‌های «فدرالیست» و «ضد فدرالیست» به سرعت در کنگره ایالات متحده متحد شدند.
هنگامی که واشینگتن بازنشستگی‌اش را پس از دومین دوره ریاست جمهوری خود اعلام کرد، سیاست ایالات متحده به سرعت تحت تسلط سازمان‌های احزاب سیاسی قوی قرار گرفت. حتی بدون در نظر گرفتن این موضوع، واقعیت این بود که گزینندگان تنها یک وظیفه در قانون اساسی داشتند - انتخاب رئیس‌جمهور و معاون رئیس‌جمهور، در عین حال نباید به دنبال هیچ مقام فدرال دیگری باشند زیرا مقامات فدرال طبق قانون اساسی از انتخاب به عنوان گزیننده منع شده‌اند. در چندین ایالت، مجالس قانونگذار گزینندگان را انتخاب می‌کردند. در میان ایالت‌هایی که گزینندگان را با رای مردم انتخاب می‌کردند، سیستم‌های انتخاباتی متفاوتی وجود داشت. برخی عملاً یک رأی سراسری برای همه گزینندگان برگزار کردند - شبیه‌ترین سیستم به چیزی است که در ۴۸ ایالت از ۵۰ ایالت امروزی اجرا می‌شود، اگرچه در آن زمان مکانیسم انتخاباتی که می‌تواند رای‌دهندگان را به‌طور مؤثر وادار به رأی دادن به هر «فهرست» خاصی از گزینندگان ریاست جمهوری کند هنوز وجود نداشت. برخی از ایالت‌ها دو گزیننده را در یک رأی‌گیری در سراسر ایالت و یک گزیننده را در مجلس سنای ایالتی انتخاب می‌کردند (سیستمی که امروزه در مین و نبراسکا استفاده می‌شود) و چند ایالت نیز به صورت آزمایشی انتخابات گزینندگان ریاست جمهوری را در حوزه‌های خاص و مجزا از حوزه‌های کنگره خود برگزار کردند. به‌طور گسترده‌تر، حق رای (یعنی شرایطی که تعیین می‌کرد چه کسی از میان جمعیت مرد بالغ مجاز به رأی دادن به قانون‌گذاران ایالتی و فدرال و در صورت لزوم، برای گزینندگان ریاست‌جمهوری) از ایالت به ایالت دیگر متفاوت بود. فارغ از نحوهٔ انتخاب گزینندگان، تنها سؤال معناداری که هر گزینندهٔ بالقوه باید به آن پاسخ می‌داد این بود که به چه کسی برای پست رئیس‌جمهور (و از ۱۸۰۴ به بعد همراه با معاون رئیس‌جمهور) رأی می‌دهد و مسئلهٔ مهم‌تر شاید این بود که آیا می‌توان به فرد یا افرادی که برای نمایندگی در مجمع الکترال انتخاب می‌شوند، اعتماد کرد که به قول خود عمل می‌کنند یا خیر؛ بنابراین خیلی زود این مسئله جا افگتاد که هر گزیننده باید از قبل به یک کاندیدای خاص متعهد شود وگرنه شانس زیادی برای انتخاب شدن توسط مردم ندارد.
تا دهه ۱۸۳۰، اکثر ایالت‌ها گزینندگان خود را با رای مردم انتخاب می‌کردند. در حالی که رای دادن به گزینندگان مستقل هنوز در این مرحله معمول بود، در این زمان شعب ایالتی احزاب ملی نام گزینندگان را با این درک که آن‌ها به نامزدهای مورد نظرشان رأی خواهند داد، بر روی برگه‌های رأی مردمی قرار می‌دادند. همچنین در این زمان، احزاب سیاسی با موفقیت در اکثر ایالت‌ها لابی کرده بودند تا رای‌دهندگان بتوانند به ازای هر گزیننده‌ای برای ایالتشان در نظر گرفته می‌شود، یک رأی بدهند. منطق این سیستم، ساده‌سازی توزیع آرای ریاست جمهوری بود. قبل از معرفی رای مخفی، احزاب سیاسی مسئول چاپ و توزیع برگه‌های رای خود بودند، علاوه بر این، این که رأی‌دهندگان می‌توانستند به ازای تعداد برگزینندگان ایالتشان رأی بدهند باعث می‌شد تا یک حزب بتواند یک برگه رای استانداردشده حاوی یک فهرست نامزدهای برگزینندهٔ حزب را برای هر ایالت چاپ کند. این سیستم به صورت خودکار باعث می‌شد تا در رأی‌گیری شیوهٔ نمایندگی اکثریت اجرا شود؛ به این معنی که برندهٔ هر ایالت فارغ از این که با چه فاصله‌ای برنده شده، تمامی الکترال‌های آن ایالت را به خود اختصاص خواهد داد.
کار به جایی رسید که ایالت‌ها در هنگام چاپ برگه‌های رأی، دیگر نام گزینندگان را بر روی آن‌ها نمی‌نوشتند بلکه مستقیماً نام رئیس‌جمهور و معاون رئیس‌جمهوری که برگزینندگان تعهد کرده‌اند به آن‌ها رأی بدهند، بر روی برگه‌های رأی نوشته می‌شد.

## گزینندگان بی‌تعهد در قرن بیستم

### پیشینه
پس از جنگ داخلی آمریکا و شروع بازسازی، حزب دموکرات تسلط تقریباً غیرقابل شکستی در جنوب ایالات متحده آمریکا به دست آورد و جمهوری‌خواهان مرتبط با آبراهام لینکلن و اتحادیه در این مناطق تقریباً هیچ شانسی برای انتخاب شدن نداشتند. حزب دموکرات سراسری در اوایل قرن بیستم به‌طور فزاینده‌ای لیبرال شد، تغییری که با انتخاب فرانکلین دی. روزولت سرعت گرفت. در مقابل، رهبران حزب دموکرات در جنوب، اگرچه تا حدودی از بخش‌های خاصی از نیو دیل و دیگر سیاست‌های اقتصادی لیبرال دموکرات‌ها حمایت می‌کردند، اما در بسیاری از جنبه‌های دیگر محافظه‌کار بودند. به ویژه، آن‌ها شدیداً از جداسازی نژادی حمایت می‌کردند و به شدت با حقوق مدنی برای سیاه‌پوستان آمریکا مخالف بودند.
در چندین انتخابات اواسط قرن بیستم، گزینندگان بی‌تعهد دموکرات در چندین ایالت جنوبی روی برگه‌های رأی ظاهر شدند. در برخی موارد آن‌ها در مقابل نامزدهای متعهد دموکرات قرار می‌گرفتند و در برخی دیگر آن‌ها تنها گزینندهٔ دموکراتی بودند که در برگه‌های رای ظاهر می‌شدند. هدف این بود که آن‌ها برگزینندگانی را در اختیار داشته باشند که در انتخابات‌هایی که فاصلهٔ رأی‌ها نزدیک است، به عنوان اهرم برای آن‌ها عمل کند  و در ازای رأی، امتیازاتی را بگیرند که به نفع دموکرات‌های محافظه‌کار جنوب باشد.